# Listă de actori spanioli
Aceasta este o listă de actori spanioli:

Cuprins: Început - 0–9 A B C D E F G H I J K L M N O P Q R S T U V W X Y Z

## A
- Victoria Abril (1959)
- Emilio Aragón Álvarez
- Elena Anaya (1975)

## B
- Antonio Banderas (1960)
- Carolina Bang
- Javier Bardem (1969)
- Juan Diego Botto (1975)
- Celso Bugallo (1947)

## C
- Armando Calvo (1919–1996)
- Toni Cantó
- Mario Casas
- Estrellita Castro
- Oona Chaplin (1986)
- Mark Consuelos (1970)
- Jan Cornet
- Penélope Cruz (1974)

## E
- Luis Escobar (1908–1991)
- Manolo Escobar

## F
- Angelines Fernández (1922–1994)
- Fernando Fernán-Gómez (1921–2007)

## G
- Sancho Gracia (1936)

## J
- María Luisa San José (1946)

## L
- Alfredo Landa (1933)
- Sergi López (1965)

## M
- Carmen Maura (1945)
- Jordi Mollá (1968)
- Sara Montiel (1928–2013)
- Amparo Muñoz

## N
- Paul Naschy (1934)
- Pepón Nieto
- Salma de Nora

## P
- Marisa Paredes (1946)
- Elsa Pataky

## R
- Francisco Rabal (1926–2001)
- Fernando Rey (1917–1994)

## S
- Adrian Salzedo
- Aitana Sánchez-Gijón (1968)
- Fernando Sancho (1916–1990)
- Ines Sastre
- Hugo Silva

## V
- Paz Vega (1976)

## Vezi și
- Listă de spanioli celebri